# フェラーリ・275
フェラーリ・275（Ferrari 275）は、イタリアの自動車メーカーのフェラーリが一連の250GT系の後継車種として生産したロードスポーツカーである。
それまで市販されていたフェラーリのロードカーがレースカーをベースに作られていたのに対し、最初からロードカー/グランドツアラーとして設計されているため、格段に遮音・断熱などが向上し快適に運転ができるようになった。総生産台数は約950台と推定されている。

## 275GTB/GTS
1964年秋のパリ・サロンで一般に公開された。
バリエーションが多く、ウェーバー6連キャブを搭載した275GTB/6C、アルミニウムボディを採用した275GTB/Cなど枚挙に暇がない上、顧客のオーダーで様々な仕様が存在している。
ボディはいわゆるロングノーズ、ショートデッキで全長4,325mm、全幅1,725mm、全高1,245mmだが、スカリエッティ製のボディは大量生産ではないため細かい部分でディテールが異なり実寸も個体差が大きい。大きめのフロントグリル下の両脇にフロントバンパーが付く。トランクのヒンジ部分がボディ内部にある。車両重量は発表時1,050kgとされたが、実際は1,100kgを下回ることはないと思われる。
エンジンはジョアッキーノ・コロンボが設計したティーポ213。60度V型12気筒、ボアφ77mm×ストローク58.8mm、総排気量3,285ccで、ストロークはベースになった250GT系のものと同一である。バンクごとに1本ずつカムを持つSOHC、2バルブユニット。3基のウェーバー40DCZキャブレターが標準。圧縮比9.2から最大出力280PS/7,600rpm、最高トルク30.0kg-m/5,000rpmを発生する。さらに出力が欲しい顧客のためにやや小径のツインチョークウェーバーキャブレター6連装で300PS/7,500rpmという仕様も製作された。
それまでのフェラーリのエンジンには特殊なカップリングを用いた冷却ファンが採用されていたが、この275GTBから電動ファンが採用された。
トランスミッションは250など従来モデルでは4速MTにオーバードライブを装備して対応してきたが、このモデルで初めて5MTを装備した。デファレンシャルギアと一体のトランスアクスルとしているし、ハンドリングに関しては世界中から賞賛を集めた。ポルシェシンクロによる5速+リバースで、ギア比は1-5速が3.075-2.210-1.572-1.250-1.104、最終減速比は3.555、最高速度は標準型250km/hと発表されていたが、アメリカ合衆国の出版物での一致した見解としては初期型について最高速度257km/hとされていた。
ボルグ&ベック（現ボルグワーナー）製クラッチはエンジンの後端に取り付けられ、エンジン/クラッチハウジングとトランスアクスルは途中にベアリングを持つプロペラシャフトで連結されていたが、このプロペラシャフトのアライメントずれのため特定の速度域でバイブレーションによるフロアの共振が認められたため、1965年にプロペラシャフトを廃止しエンジン/クラッチハウジングとトランスアクスルをφ75mmのトルクチューブで剛直に固定して振動問題を解決し、またシャーシ強度も向上した。リミテッドスリップデフを標準で装備する。トランスミッション/デフの潤滑はインプットシャフト後部に設けられた専用のオイルポンプで強制潤滑される。
ボディデザインはピニンファリーナで、製作はGTBがスカリエッティ、GTSがピニンファリーナと分担して行なわれた。ボディの材質は、ボンネットとトランクリッドがアルミニウム製でそれ以外はスチール製。フロントノーズ周辺の気流に難があり160km/hを超えると充分なダウンフォースが得られずハンドリングや安定性に問題があったため、1965年にダウンフォースを増やすためノーズを延長するとともにエアインテークを改良し、最高速度が8km/h向上した。
シャーシはそれまでの250GT系と同じく楕円のマルチチューブを溶接して組上げられたラダーフレームで、フェラーリのディーラー以外では適切なメンテナンスが難しい。ホイールベースは2,400mm、トレッドは前後それぞれ1,400mm/1,420mm（後期型）となっている。
サスペンションは、ロードフェラーリ初となる4輪独立縣駆で、前後とも不等長アームによるダブルウィッシュボーンにコイル/アブソーバー・スタビライザーとブロンズブッシュの組み合わせ、アブソーバーはコニ製が採用されている。
ブレーキは四輪ともダンロップ製のキャリパーにソリッドディスク、真空倍力によるイタリア製サーボアシスト付、前後独立の油圧系統を持っている。しかしディスクが薄くて小さすぎた。ホイールが14inと小さく大径ディスクを入れられないこと、役立たずのイタリア製サーボを採用したことから制動能力は不足しており、サーボやパッドを優秀なものに交換しない限りオーバーヒートやフェードに悩まされ、世界中から非難された。しかしこれは最終的に改良されないまま終わった。サイドブレーキは独立したスウィングキャリパーをリアに備える。
ホイールはカンパニョーロ製のマグネシウム合金、サイズは前後とも、前期型が6.5L×14in、後期型が7L×14inでセンターロック、オプションでボラーニ製のワイヤー/アルミホイールが選べた。タイヤは195HR14。
インテリアはウッドハンドル、ウッドパネルで1960年代のイタリアンスポーツカーの典型である。
これらの装備はレースカーからの技術フィードバックによるものが大きいが、ステアリングは250GT系から続くZF製ウォーム・アンド・ローラーで、ラック・アンド・ピニオンはまだ採用されていない。

### 275GTB/6C
6基のウェーバーキャブレターを搭載したモデルで、最高出力は300PS/7,500rpmに向上した。

### 275GTB/C
6基のウェーバーキャブレターを搭載しオールアルミニウム製ボディ。1965年のル・マン24時間レースにエキュリー・フランコルシャンからのエントリーでシャーシナンバー6885が出場し総合3位、GTクラスで優勝した。

## 275GTB/4
1966年のパリ・サロンで発表された。
シリンダーブロックはSOHCモデルと同じでボア×ストロークも変更がないながら新設計のシリンダーヘッドを採用し、フェラーリのロードカーとしては初の4カム（DOHC）、かつドライサンプエンジンを採用した。バルブアングルはSOHCモデルの57度から54度へと狭められ、吸排気効率の向上と燃焼効率向上に寄与している。キャブレターは6基のウェーバー・ダウンドラフト40DCN-17ツインチョーク。圧縮比は9.8で最高出力は300PS/8,000rpm、最大トルクは30.0kg/6,000rpmで、パワーバンドも広くなり扱いやすくなった。
ギア比は1-5速が3.076-2.119-1.572-1.250-1.038へと変更された。最終減速比は変わらず3.555のままだが、最高回転数が上がったため最高速度は発表値で268km/hへと向上した。
ボディは前期型に比べ約90mm長いロングノーズで、前期型に比べ小さめのグリルの両脇にバンパーを咥えたような造形になった。高くなったエアクリーナーをクリアするためボンネット上にバルジが設けられた。またリアウインドーが前期型より広く採られ、トランクのヒンジ部分が外部に出ている。
タイヤは205HR14に変更された。
ステアリングはラック・アンド・ピニオン。
1968年のパリ・サロンで365GTB/4が発表され、その生産を終えた。生産台数は350台ほどといわれる。